# La Chapelle-du-Mont-de-France
La Chapelle-du-Mont-de-France è un comune francese di 174 abitanti situato nel dipartimento della Saona e Loira nella regione della Borgogna-Franca Contea.

## Società

### Evoluzione demografica
Abitanti censiti